# Stefan Denifl
Stefan Denifl (Fulpmes, 22 settembre 1987) è un ex ciclista su strada austriaco, professionista dal 2010 al 2018.
Ciclista con caratteristiche di scalatore, in carriera ha vinto una tappa alla Vuelta a España 2017 e un titolo nazionale Elite a cronometro. Nel marzo 2019, dopo aver rinunciato a un contratto con il CCC Team, è rimasto coinvolto in un'operazione antidoping in Tirolo, confessando pratiche dopanti tra cui la trasfusione di sangue.

## Palmarès
- 2004 (Juniors, una vittoria)

Österreich-Rundfahrt Juniors
- 2005 (Juniors, una vittoria)

Campionati austriaci, Prova in linea Juniors
- 2006 (Under-23, Vorarlberg, una vittoria)

Campionati austriaci, Prova a cronometro Under-23
- 2007 (Under-23, Elk Haus, due vittorie)

Campionati austriaci, Prova in linea Under-23
Purgstall Rundstreckenrennen
- 2008 (Under-23, Elk Haus, tre vittorie)

Rund um den Henninger-Turm Under-23
Campionati austriaci, Prova a cronometro Under-23
Campionati austriaci, Prova a cronometro Elite
- 2009 (Under-23, Elk Haus, una vittoria)

Classifica generale Internationale Thüringen Rundfahrt
- 2017 (Aqua Blue Sport, una vittoria)

17ª tappa Vuelta a España (Villadiego > Los Machucos/Monumento Vaca Pasiega)

### Altri successi
- 2013 (IAM Cycling, una vittoria)

Classifica scalatori Bayern-Rundfahrt
- 2015 (IAM Cycling, una vittoria)

Classifica scalatori Tour de Suisse

## Piazzamenti

### Grandi Giri
- Giro d'Italia

2012: 75º
2016: 52º
- Vuelta a España

2010: ritirato (14ª tappa)
2017: 58º

### Classiche monumento
- Milano-Sanremo

2013: 59º
2014: ritirato
- Liegi-Bastogne-Liegi

2013: 22º
2014: 20º
2016: 41º
2017: 67º
- Giro di Lombardia

2013: 33º
2016: 59º

### Competizioni mondiali
- Campionati del mondo

Verona 2004 - In linea Juniors: ritirato
Salisburgo 2006 - In linea Under-23: 27º
Salisburgo 2006 - Cronometro Under-23: 46º
Stoccarda 2007 - In linea Under-23: 14º
Varese 2008 - In linea Under-23: 35º
Copenaghen 2011 - In linea Elite: ritirato
Limburgo 2012 - In linea Elite: 22º
Toscana 2013 - In linea Elite: 38º
Bergen 2017 - In linea Elite: 68º
- Giochi olimpici

Rio de Janeiro 2016 - In linea: ritirato